# Clifton (Arizona)
Clifton is een plaats (town) in de Amerikaanse staat Arizona, en valt bestuurlijk gezien onder Greenlee County.

## Demografie
Bij de volkstelling in 2000 werd het aantal inwoners vastgesteld op 2596. In 2006 is het aantal inwoners door het United States Census Bureau geschat op 2321, een daling van 275 (-10,6%).

## Geografie
Volgens het United States Census Bureau beslaat de plaats een oppervlakte van 38,8 km², waarvan 38,5 km² land en 0,3 km² water. Clifton ligt op ongeveer 1060 m boven zeeniveau.

## Plaatsen in de nabije omgeving
De onderstaande figuur toont nabijgelegen plaatsen in een straal van 56 km rond Clifton.